# Хьярмендакіль I
Хьярмендакіль I або Кирьяхер — 15-й король Гондору та четвертий і останній король, що носив титул «Морського Короля».

## Біографія
Кирьяхер народився в 899 році в сім'ї Кир'янділя — сина племінника короля Фаластура. Після смерті батька в битві при Харадвайті, Кирьяхер вступив на престол.
Вирішивши помститися, Кирьяхер зібрав значні війська і дочекавшись зручного моменту, підійшов морем і суходолом до обложеного Умбара. Розбивши харадрім, котрих вели чорні нуменорці, Кирьяхер захопив прибережні землі на південь від гирла Андуїну і до кордонів Ближнього Харада. Королі Харада були змушені визнати владу Гондору, а їхні сини були заручниками при дворі короля.
Повернувшись з перемогою, Кирьяхер здобув величезну славу і взяв собі ім'я Хьярмендакіль («Підкорювач Півдня»). При ньому Гондор досяг вершини своєї могутності і простягався з півночі на південь від полів Келебранта і південного краю Лихолісся до Умбару, а із заходу на схід — від річки Гватло до моря Рун.
Помер Хьярмендакіль I у 1149 році. Його син, який посів престол після смерті батька, любив легке життя, і не робив нічого, для розвитку держави.

## Етимологія
З мови квенья ім'я Хьярмендакіль перекладається як «Переможець Півдня», від Хьярмен — Північ та Дакіль — переможець.

## Виноски
1. 1 2  Tolkien J. R. R. The Lord of the Rings — United Kingdom: George Allen & Unwin Limited, 1954.
2. ↑  
Мордор в ті роки був пустельний, а проходи в нього охороняли великі фортеці дунедайн на північних і західних перевалах гір, що вели в край Темряви. Але тоді ж з Мордора вийшла тінь і накрила Ясний Бор, і його вперше назвали Лихоліссям.